# Nachal Šarach
Nachal Šarach (hebrejsky: נחל שרך, doslova „Vádí kapradin“) je vádí a přírodní rezervace v Izraeli.
Začíná poblíž města Fasuta v kopcovité krajině v Horní Galileji. Zleva přijímá vádí Nachal Biranit a směřuje pak k severozápadu, míjí vesnici Gornot ha-Galil a prochází hlubokým údolím, na jehož konci ústí do toku Nachal Becet, který jeho vody odvádí do Středozemního moře. Jméno vádí je odvozeno od kapradin, které ho lemují díky vysoké vlhkosti. Během první arabsko-izraelské války v roce 1948 podél Nachal Šarach vedla důležitá spojovací cesta využívaná dobrovolnickými arabskými silami Fauzího al-Kaukdžího. V údolí se poblíž soutoku s Nachal Becet nachází jeskyně Šarach (מערת שרך, Ma'arat Šarach) o délce 180 metrů a průměrné výšce cca 12 metrů. V jeskyni se vyskytují stalaktitové útvary. Údolí je zahrnuto do přírodní rezervace Nachal Šarach, vyhlášené v roce 1969.